# Слатина (Кършияка)
Слатина (на македонска литературна норма: Слатина) е бивше село в Северна Македония, в община Сопище.

## География
Слатина е било разположено в областта Кършияка в източното подножие на планината Водно на 5 km южно от столицата на страната Скопие.

## История
На етническата си карта от 1927 година Леонард Шулце Йена показва Слатина (Slatina) като село с неясен етнически състав.